# Vol Japan Air Lines Cargo 1045
Le 13 janvier 1977, un Douglas DC-8 effectuant le vol Japan Air Lines cargo 1045, un vol cargo international entre l'aéroport international de Grant County (en), dans l'État de Washington, aux États-Unis, et l'aéroport international de Tokyo-Haneda, au Japon, avec une escale prévue à l'aéroport international d'Anchorage Ted-Stevens, en Alaska, s'est écrasé pendant la phase de montée initiale, peu de temps après le décollage d'Anchorage. Les trois membres d'équipage et les deux passagers présent à bord ont tous péri dans l'accident.

## Avion et équipage
L'appareil impliqué dans l'accident est un Douglas DC-8-62AF, équipé de 4 turboréacteurs de type Pratt & Whitney JT3D; immatriculé JA8054 et opérant pour Japan Air Lines Cargo, une filiale de Japan Airlines (JAL), spécialisé dans le transport de fret. Il totalise 19 744 heures de vol, dont 8 708 depuis la dernière inspection majeure et 45 depuis la dernière vérification de maintenance.
À bord de l'avion se trouve trois membres d'équipage, deux manutentionnaires et du bétail vivant expédié au Japon en tant que fret.
Le commandant de bord est Hugh L. Marsh, 53 ans, embauché par JAL le 24 juin 1969. Il est certifié pour servir en tant que commandant sur DC-8 le 9 février 1970. En raison d'une déficience visuelle mineure, il a dû porter des lunettes correctrices pour les besoins du vol. Il compte un total de 23 252 heures de vol, dont 4 040 heures sur DC-8.
Le copilote est Kunihika Akitani, 31 ans, embauché par JAL le 6 mai 1970 et certifié comme copilote sur DC-8 le 1er août 1976. Il totalise 1 603 heures de vol, dont 1 208 sur DC-8.
Le mécanicien navigant est Nobumasa Yokokawa, 35 ans, embauché par JAL le 1er avril 1960. Le 20 novembre 1960, il reçoit sa qualification sur DC-8 en tant que mécanicien navigant. Il est également certifié pour officier comme ingénieur de vol sur Convair 880 et Boeing 747. Il totalise 4 920 heures de vol, dont 2 757 heures sur DC-8.

## Accident
À 05h15, l'équipage est monté à bord de l'avion; puis effectue les listes de vérifications avant le départ à 6h09. Le décollage se déroule normalement jusqu'à ce que l'avion ralentisse brusquement, puis entre en décrochage presque immédiatement après avoir atteint la vitesse V2. 

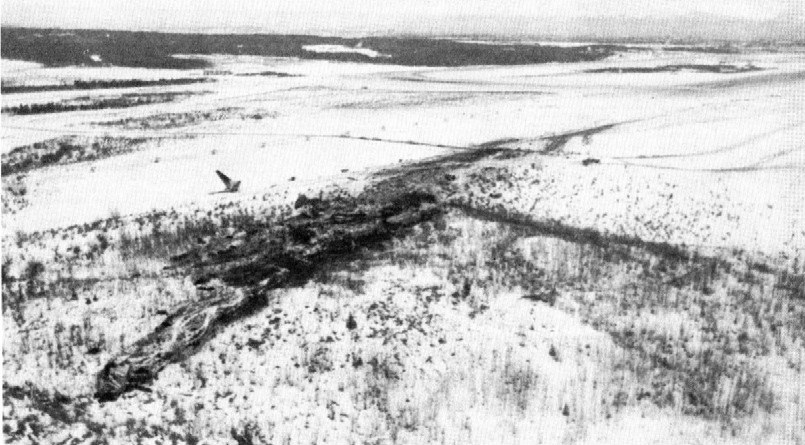
Vue aérienne du site du crash du vol 1045.

À 06h35, le vol JAL Cargo 1045 s'écrase à proximité de l'aéroport international d'Anchorage Ted-Stevens, peu après le décollage de la piste 24L. Les cinq personnes à bord de l'avion ont toute été tuer sur le coup lors de l'impact.

## Enquête
L'enquête du Conseil national de la sécurité des transports (NTSB) révèle que la cause probable de l'accident est un décrochage résultant d'entrées erronées dans les commandes de vol, aggravées par la présence de givre sur l'appareil et par le fait que le commandant Marsh est en état d'ébriété au moment du décollage, l'autopsie ayant révélé un taux d'alcool de 0,29 dans le sang du commandant de bord. 
L'incapacité des autres membres de l'équipage à corriger les actions du commandant de bord pendant le décollage a également contribué à cet accident.